# Tristen

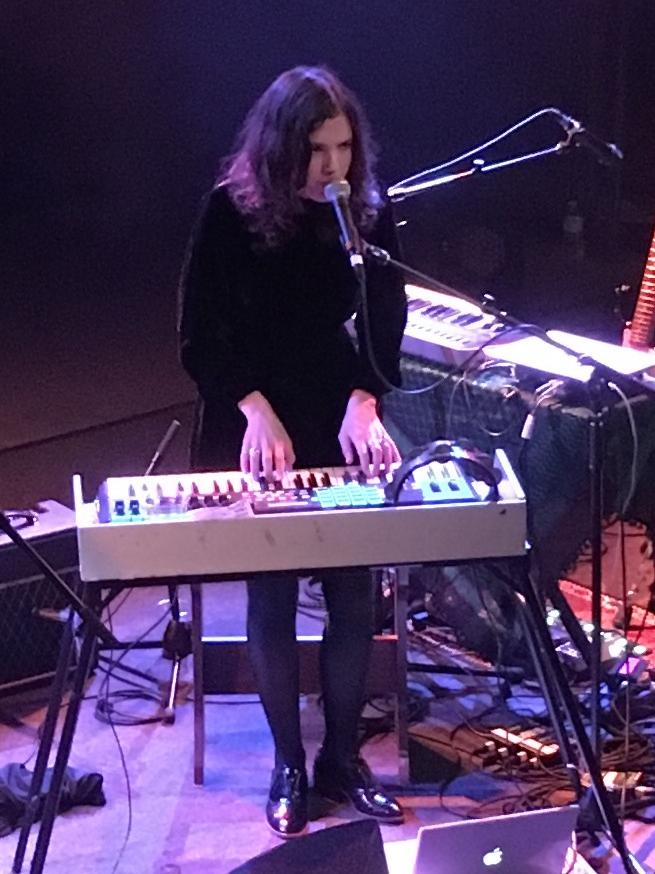
Tristen, 2017

Tristen Gaspadarek (* 23. November 1982 in Lansing, Illinois) ist eine US-amerikanische Singer-Songwriterin, die unter ihrem Vornamen Tristen auftritt.

## Kindheit sowie erste musikalische Schritte in Lansing
Tristen singt, seit sie sprechen kann – so die Erinnerung ihrer Familie. Bereits im Alter von fünf Jahren nahm sie an Talentshows teil. Aufgewachsen mit einer mehrere Musikinstrumente spielenden Großmutter und einem singenden und Gitarre spielenden Vater, nutzte Tristen bereits früh das im Elternhaus vorhandene Tonstudio für eigene musikalische Experimente. Inspiriert durch die Musik eines lokalen Oldie-Senders und insbesondere durch die Beatles begann sie, eigene Songs zu schreiben. Erste Auftritte hatte sie in örtlichen Kaffeehäusern.

## Erste Schritte als Künstlerin in Nashville
Im Jahr 2007 schloss Tristen ihr Studium der Kommunikationstheorie an der De Paul University erfolgreich ab. Sie zog nach Nashville, um ihre Musikkarriere weiter zu verfolgen. Ihre erste analoge Veröffentlichung war im August 2008 das Album Teardrops and Lollipops im Selbstverlag, für das sie 9 Stücke in ihrem Heimstudio aufgenommen hatte, die sie aber professionell abmischen ließ. Die CDs verpackte sie in selbstgenähten Hüllen und verkaufte sie bei ihren Konzerten.

## Karriere

### Die 2010er Jahre
Tristens Label-Debüt Charlatans at the Garden Gate, ein Indie-Pop-Album mit Folk- und Americana-Einflüssen, wurde im Februar 2011 veröffentlicht und von der Kritik gut aufgenommen. Es wurde in die „Top 50 Albums of 2011“ des American Songwriter Magazine aufgenommen; im Rolling Stone war zu lesen, dass die Künstlerin es wert sei, beobachtet zu werden. Die Anzahl der enthaltenen Songs, elf Stück, blieb auch bei den folgenden Alben unverändert.
Anschließend ging Tristen mit The Elected, Justin Townes Earle, Ezra Furman and the Harpoons und anderen Indie-Bands auf Tournee und trat auf vielen Sommerfestivals in den USA und Kanada auf.
Buddy Hughen, Tristens Ehemann, den sie im Jahr 2007 kennengelernt hatte, ist seit diesem Album wiederholt als Gitarrist, Produzent und bei der Abmischung eine kollaborative Kraft.
In der Folge schrieb Tristen mit Hilfe ihrer Lowrey-Orgel Songs, die sie aus einer Laune heraus C A V E S nannte, und die eine Mischung aus Synthesizer, Streichern, Schlagzeug und Drum-Maschine werden sollten – eine stilistische Kehrtwende. Grundlegende Spuren wurden in sieben Tage in Nashville aufgenommen; im Januar 2013 kamen in Omaha die Aufnahmen von Streichern und Gesang hinzu.
Der Text des Songs Winter Night ist Boris Pasternaks Winternacht – Tristens Debüt bei der Verwandlung eines Gedichts in einen Song; ein weiteres Beispiel aus dem Jahr 2019 ist Dream Within a Dream von Edgar Allen Poe.
Das komplett über Crowdfunding finanzierte Synthie-Pop-Album erschien im Oktober 2013. Es wurde von der Kritik gut aufgenommen, vom American Songwriter Magazine zu den „Top 50 Albums of 2013“ gezählt, und im SPIN Magazine war zu lesen, dass die neuen Songs Tristen als Synthie-Pop-Sirene neu besetzt hätten.
Nach der Tournee zu C A V E S war Tristen wieder als Teil der Begleitband von Jenny Lewis unterwegs. Von Lewis lernte sie auch die Kunst der Setlist und das Singen dreistimmiger Harmonien.
Im Jahr 2016 veröffentlichte Tristen den Gedichtband Saturnine, ein Kaleidoskop von Charakteren in 18 Gedichten, die von den grünen „Teppichhügeln San Franciscos“ bis zu den „kalten, harten Straßen Chicagos“ reichen.
Das folgende Album, Sneaker Waves, reduzierte die elektronischen Elemente des Vorgängers und verbindet Folk mit Synthie-Pop zu einem ganz eigenen Sound. Der Titel des Albums entstand, als Tristen am Rockaway Beach bei Portland ein Schild sah, auf dem „Beware of Sneaker Waves“ stand, und sie dachte, dass das eine Metapher für das Leben sei – eine Sneaker-Welle ist eine unverhältnismäßig große Küstenwelle, die manchmal ohne Vorwarnung in einem Wellenzug auftreten kann.
Das speziell für Live-Auftritte konzipierte Album wurde in Tristens Heimstudio aufgenommen. Es erschien im Juli 2017 beim Label Modern Outsider und wurde von der Kritik gut aufgenommen. Das Impose Magazine schrieb, jedes Stück auf Sneaker Waves habe ein etwas anderes Gefühl und das gesamte Album passe gut in jede Playlist. Für das In The Loop Magazine ist Tristen eine der großen amerikanischen Songwriterinnen der Gegenwart.
In den folgenden Jahren veröffentlichte Tristen einige Singles.

### Die 2020er Jahre
Im Sommer 2020 wurde Tristens erneut im Heimstudio aufgenommenes fünftes Album, Aquatic Flowers, fertiggestellt, aber erst im Juni 2021 auf dem Portland-Indie-Label Mama Bird Recording Co. veröffentlicht. Highlight des Albums ist der Song Julian, benannt nach dem im Jahr 2018 geborenen Sohn von Tristen und Hughen, dessen Melodie aus einem Wiegenlied entstand.
Das Album wurde von der Kritik gut aufgenommen. Auf mxdwn.com war zu lesen, dass es als Ganzes durch ein einzigartiges Thema, kreatives Songwriting und Melodien, die gleichzeitig beruhigen und tief berühren, zusammen gehalten würde. Für das Journal No Depression hat das Album eine ganz eigene Mischung aus Melodik, poppigen Klanglandschaften, Weltschmerz und vorherrschendem Optimismus.

### Coverversionen
Unter dem Titel „Cover for your Lover“ veröffentlicht Tristen zumeist um den Valentinstag herum auf ihrem YouTube-Kanal einen Coversong, den sich Fans gewünscht haben, beispielsweise See no Evil von Television im Rahmen ihrer Kickstarter-Kampagne. Sie sagte dazu, dass sie so viele unveröffentlichte Coversongs habe, und wahrscheinlich ein Cover-Album herausbringen sollte.

## Diskografie (Auswahl)
- Teardrops and Lollipops (2008)
- Charlatans at the Garden Gate (2011)
- C A V E S (2013)
- Sneaker Waves (2017)
- Aquatic Flowers (2021)